# عوز الخلية التائية
عوز الخلية التائية هو عوز للخلايا التائية، يحدث بسبب نقص وظيفة الخلايا التائية للفرد، ويسبب عوز المناعة، خاصة المناعة الخلوية. تقوم وظيفة الخلايا التائية الطبيعية على المساعدة في مناعة الجسم البشري، تمثل الخلية التائية أحد النوعين الأوليين للخلايا اللمفية (يُسمى النوع الآخر الخلية البائية).

## الأعراض والعلامات
تختلف مظاهر المرض حسب السبب، ولكن يتظاهر عوز الخلية التائية في صورة عامة تتكون من عداوى فيروسية شديدة (مثل الفيروس التنفسي المخلوي البشري، والفيروس العجلي)، والإسهال، وطفوح جلدية التهابية (إكزيمائية) أو احمرارية. تتمثل العلامات المتأخرة لعوز الخلية التائية بكل من فشل النمو ومتلازمة الهزال.

## الآلية
عند الحديث عن الوظيفة الطبيعية للخلية التائية، فإننا نجد أنها نوع من خلايا الدم البيضاء، تقوم بدور مهم في المناعة، وتُصنع من الخلايا الزعترية (التيموسية). تحدث الاضطرابات الجزئية في وظيفة الخلايا التائية، الناتجة عن اختلال التأشير الخلوي، بسبب الاختلالات المورفولوجية الجزئية للجينات. بشكل عام، نشاهد حذفًا جزئيًا للجين 22Q11.2.

### مسببات الأمراض المخيفة
تتعلق المخاوف من مسببات الأمراض في حالة عوز الخلية التائية بمسببات الأمراض داخل الخلوية، مثل فيروس الهربس البسيط، والمتفطرة، واللستيريا. تنتشر الإصابة بالعدوى الفطرية وتزيد حدتها في حالة عوز الخلية التائية. تشمل قائمة التخوفات من بعض الجراثيم في حالة عوز الخلية التائية الآتي:
- عدوى معقد المتفطرات الطيرية داخل الخلوية
- أنواع السلمونيلا
- المتكيسة الرئوية الجؤجؤية
- المكورة العصوية الخيلية
- المقوسة الغوندية
- داء خفيات الأبواغ القصيرة
- الليشمانيا
- الفيروسات الهربسية (فيروس الهربس البسيط، الفيروس المضخم للخلايا، فيروس جدري الماء النطاقي)
- المستخفية المورمة
- النوسجة المغمدة

## التشخيص
يؤكَّد تشخيص عوز الخلية التائية عند هؤلاء الأفراد بهذه الحالة عبر الآتي:
- اختبار فرط الحساسية الآجل للجلد
- تعداد الخلايا التائية
- التعرف عليها عبر المزرعة (في حالة العدوى)

### الأنماط

#### أولية أو ثانوية
- يشمل عوز المناعة الأولي (أو الوراثي) للخلية التائية بعض الحالات المسببة لنقص كامل في الخلايا التائية، مثل عوز المناعة المشترك الشديد، ومتلازمة أومين، ونقص تنسج الغضروف والشعر.[8]
- الأسباب الثانوية أكثر شيوعًا من الأسباب الأولية. تشمل الأسباب الثانوية (أو المكتسبة) الآتي:
- الإيدز
- العلاج الكيميائي
- اللمفوما
- العلاج بالهرمونات القشرية السكرية

#### العوز الكامل أو العوز الجزئي
يُصاب الفرد بالعوز الكامل للخلية التائية في الحالات الوراثية (وتُسمى أيضًا الحالات الأولية) مثل عوز المناعة المشترك الشديد، ومتلازمة أومين، ونقص تنسج الغضروف والشعر.
يشمل العوز الجزئي للخلية التائية الإيدز والحالات الوراثية مثل متلازمة دي جورج، ومتلازمات التكسّر الصبغي، واضطرابات الخليتين التائية والبائية معًا مثل رنح توسع الشعيرات ومتلازمة فيسكوت آلدريك.

## العلاج
يمكن تطبيق الآتي عند الحديث عن تدبير حالة عوز الخلية التائية عند الأفراد المصابين بها:
- لقاح خامل (لا يمكن استخدام لقاحات حية في حالة عوز الخلية التائية)
- زراعة نخاع العظم
- تعويض الغلوبولين المناعي
- مضادات الفيروسات
- التغذية التكميلية

## الانتشار الوبائي
تصيب حالة عوز الخلية التائية في الولايات المتحدة شخصًا واحدًا من كل 70 ألف شخص، وتتظاهر أغلب الحالات في مرحلة مبكرة من الحياة. يُصاب بالحالة تقريبًا فرد واحد من كل 66 ألف فرد في كاليفورنيا.